# Pery & Poty (álbum)
Pery & Poty é o primeiro e único álbum de carreira da extinta dupla sertaneja brasileira Pery & Poty. Foi gravado e lançado em 1977 pela extinta gravadora RGE Fermata. Embora Pery & Poty tenham desfeito a dupla ainda em 1977, este seu único trabalho juntos trouxe um grande destaque: a versão original da canção "Sublime Renúncia", que fez sucesso na época e se tornou um verdadeiro clássico sertanejo, sendo regravada posteriormente por vários artistas sertanejos, como Leandro & Leonardo, Guilherme & Santiago, Bruno & Marrone, João Neto & Frederico, entre outros. A canção foi composta pelo próprio Pery, em parceria com o radialista e compositor Prado Júnior, responsável pela autoria da maioria das canções do álbum e pelo contrato de Pery & Poty com a RGE.

## Faixas
| N.º | Título                   | Compositor(es)            | Duração |  |
| 1.  | "Sublime Renúncia"       | Prado Júnior / Pery       |         |  |
| 2.  | "Cachorro Louco"         | Prado Júnior / Poty       |         |  |
| 3.  | "Sempre Contigo"         | Prado Júnior / Tesourinha |         |  |
| 4.  | "Entre Flores e Canções" | Prado Júnior / Pery       |         |  |
| 5.  | "Veneno Lento"           | Prado Júnior / Poty       |         |  |
| 6.  | "Unidos Para Sempre"     | Pery / Fátima Fernandes   |         |  |
| 7.  | "Meu Regresso"           | Prado Júnior / Tesourinha |         |  |
| 8.  | "Melodia do Nosso Amor"  | Pery / Fátima Fernandes   |         |  |
| 9.  | "A Volta da Mercedita"   | Prado Júnior / Sinézio    |         |  |
| 10. | "Cartas Na Mesa"         | Prado Júnior / Pery       |         |  |
| 11. | "Se Voce Me Deixar"      | Pery / Da Silva           |         |  |
| 12. | "Além da Mensagem"       | Prado Júnior / Praense    |         |  |

## Ligações Externas
- Álbum Pery & Poty no João Vilarim - Ponteio Caipira.
- Álbum Pery & Poty no GENTE DE MINHA TERRA.